# 미드나잇 라이브러리
《미드나잇 라이브러리》는 매트 헤이그의 판타지 소설로 2020년 12월에 10개 에피소드에 걸쳐 BBC 라디오 4에서 요약되어 방송되었다.

## 구성
이 책의 주인공은 자신의 선택에 불만을 품은 젊은 여성 노라 시드이다. 밤에 그녀는 자살을 시도한다. 도서관은 삶과 죽음 사이에 있으며 그녀가 다른 결정을 내렸다면 그녀의 삶에 대한 이야기로 가득 찬 수백만 권의 책이 있다. 그런 다음 그녀는 이 도서관에서 자신이 가장 만족하는 삶을 찾으려고 노력한다. 예를 들어, 그녀가 시도하는 한 가지 가능한 삶은 북극의 스발바르 제도에서 연구를 하는 빙하학자로서 그녀가 탈출하려고 시도하는 삶과는 매우 다르지만 반드시 더 나은 선택은 아니다.

## 반응
The New York Times 베스트셀러, Boston Globe, 및 The Washington Post에서 베스트셀러로 선정되었다. 굿모닝 아메리카가 북클럽 픽으로 선정했다.